# Прихват
Прихват, прихоплення (рос. прихват, англ. sticking, freeze-in, нім. Festwerden n, Festklemmen n, Festsitzen n, Verklemmen n) — аварія, що характеризується повним чи частковим припиненням руху бурового снаряда при бурінні. Виникає внаслідок зчеплення інструменту з гірськими породами, з яких складені стінки свердловини або які накопичились у свердловині, при порушенні технології буріння (заклинювання, неправильний вибір бурового розчину тощо), ремонту чи експлуатації або невідповідності режиму буріння існуючим гірничо-геологічним умовам. Для запобігання П. необхідне суворе дотримання технології і організаційно-технічних заходів при бурінні, правильний вибір рецептур і параметрів бурових розчинів (водовіддачі, в'язкості, клейкості і товщини глинистої кірки). Ліквідують П. переміщенням бурильної колони вгору-вниз (розходжуванням) при посиленій промивці свердловин, застосуванням вибивних пристроїв(бурових і ловильних ясів, що спускаються в складі інструменту) і вібраторів, закачуванням у свердловину нафти, води або кислот для постановки ванн.
Для попередження виникнення диференційних прихватів(спричинених переважанням тиску в свердловині над пластовим) обважнені бурильні труби виготовляють зі спіральними канавками.